# Championnats de France de saut acrobatique
Les Championnats de France de saut acrobatique (l'une des 6 disciplines du ski acrobatique) sont une compétition créée par la Fédération française de ski (FFS). Son organisation a été suspendue au cours des années 2000.

## Organisation
Chaque année, une station française organisait cette compétition.
Chaque titre se disputait sur une épreuve unique. Des médailles d'or, d'argent et de bronze étaient décernées aux trois premiers de chaque épreuve. Les skieurs étrangers qui participaient aux courses  n'étaient pas intégrés dans les classements spécifiques des championnats de France.

## Palmarès

### Hommes
| Année                                              | Station           | Or                   | Argent               | Bronze               |
| 1980                                               | La Clusaz         | Jésus Gutteriez      | Pascal Bonnaire      | Richard Peney        |
| 1981                                               | Sauze             |                      |                      |                      |
| 1982                                               | Orciere-Merlette  |                      |                      |                      |
| 1983                                               | Collet d'Allevard | Eric Laboureix       | Jean-Marc Baquin     | Gilles Luxey         |
| 1984                                               | Serre Chevalier   | Jean-Marc Baquin     | Didier Meda          | Eric Laboureix       |
| 1985                                               | Sauze             |                      |                      |                      |
| 1986                                               | Megève            | Jean-Damien Climonet | Sébastien Mermet     | Sylvain Levret       |
| 1987                                               | La Plagne         | Didier Meda          | Eric Laboureix       | Christophe Lochon    |
| 1988                                               | Tignes            | Didier Meda          | Jean-Damien Climonet | Christophe Lochon    |
| 1989                                               | Tignes            | Jean-Marc Baquin     | Jean-Damien Climonet | Alexis Blanc         |
| 1990                                               | Morzine           | Jean-Marc Baquin     | Jean-Damien Climonet | Alexis Blanc         |
| 1991                                               | Tignes            | Jean-Marc Baquin     | Jean-Damien Climonet | Eric Laboureix       |
| 1992                                               | La Plagne         | Jean-Marc Baquin     | Frédéric Hegelbacher | Jean-Damien Climonet |
| 1993                                               | Tignes            | —                    | —                    | —                    |
| 1994                                               | Méribel           | Aurélien Lohrer      |                      |                      |
| 1995                                               | La Plagne         | —                    | —                    | —                    |
| 1996                                               | La Plagne         | Sébastien Foucras    |                      |                      |
| 1997                                               | Châtel            | Sébastien Mermet     |                      |                      |
| 1998                                               | Megève            | Jean-Damien Climonet | Sébastien Mermet     | Sylvain Levret       |
| 1999                                               | Tignes            | Sébastien Mermet     | Nicolas Thepaut      | Aurélien Lohrer      |
| 2000                                               | La Plagne         | Aurélien Lohrer      |                      |                      |
| Fin des Championnats de France de Saut Acrobatique |                   |                      |                      |                      |

### Femmes
| Année                                              | Station           | Or                 | Argent            | Bronze             |
| 1980                                               | La Clusaz         | Catherine Frarrier | Béatrice Davoine  | Isabelle Dourlhies |
| 1981                                               | Sauze             |                    |                   |                    |
| 1982                                               | Orciere-Merlette  |                    |                   |                    |
| 1983                                               | Collet d'Allevard | Catherine Frarrier | Patricia Picard   | -                  |
| 1984                                               | Serre Chevalier   | Catherine Frarrier | Catherine Lombard | Frederic Abreal    |
| 1985                                               | Sauze             |                    |                   |                    |
| 1986                                               | Megève            | Catherine Lombard  | Véronique Granier | Joan Velon         |
| 1987                                               | La Plagne         | Catherine Lombard  | Véronique Granier | Sophie Somborn     |
| 1988                                               | Tignes            | Catherine Lombard  | Anne Cattelin     | Véronique Granier  |
| 1989                                               | Tignes            | Catherine Lombard  | Véronique Granier | Fanny Caspar       |
| 1990                                               | Morzine           | Candice Gilg       | Anne Cattelin     | Claire Gastini     |
| 1991                                               | Tignes            | Catherine Lombard  | Anne Cattelin     | Nathalie Chauvel   |
| 1992                                               | La Plagne         | Anne Cattelin      | Nathalie Chauvel  | Christelle Zilli   |
| 1993                                               | Tignes            | —                  | —                 | —                  |
| 1994                                               | Méribel           | Nathalie Chauvel   |                   |                    |
| 1995                                               | La Plagne         | —                  | —                 | —                  |
| 1996                                               | La Plagne         | Emilie Cochet      |                   |                    |
| 1997                                               | Châtel            | Cécile Delhumeau   |                   |                    |
| 1998                                               | Megève            | Céline Peillex     | Cécile Delhumeau  | Pauline Labory     |
| 1999                                               | Tignes            | Cécile Delhumeau   | Marie Martinod    | Pauline Labory     |
| 2000                                               | La Plagne         | Cécile Delhumeau   |                   |                    |
| Fin des Championnats de France de Saut Acrobatique |                   |                    |                   |                    |